# Surif
Surif (àrab: صوريف, Ṣūrīf) és un municipi palestí de la governació d'Hebron, a Cisjordània, situat 25 kilòmetres al nord-oest d'Hebron. Segons l'Oficina Central Palestina d'Estadístiques tenia 17.650 habitants el 2016. La majoria dels 15.000 dúnams del municipi són usats per l'agricultura, en particular olives, blat i ordi. Hi ha set mesquites i quatres escoles al municipi.

## Història

### Mandat Britànic de Palestina
En el cens de Palestina de 1922, dut a terme per les autoritats del Mandat Britànic, Surif tenia 1.265 habitants, tots musulmans incrementats en el cens de Palestina de 1931 a 1.640 musulmans en 344 cases habitades.

### Després de 1948
Després de la Guerra araboisraeliana de 1948 i els acords d'armistici de 1949, Surif va quedar sota un règim d'ocupació jordana. Des de la Guerra dels Sis Dies en 1967, Surif ha romàs sota ocupació israeliana.